# Double Vision (film)
Pour les articles homonymes, voir Double Vision.
Pour plus de détails, voir Fiche technique et Distribution.
Double Vision (雙瞳, Shuang tong) est un film taïwanais réalisé par Chen Kuo-fu, sorti en 2002.

## Synopsis
Une série de meurtres bizarres survient à Taipei : un chef d'entreprise est retrouvé gelé dans son bureau (en plein été), une femme brûlée vive (dans une pièce restée intacte), et un autre homme vidé de ses organes. La police de Taïwan, impuissante à résoudre ces affaires, fait appel au FBI, qui leur envoie l'agent Kevin Richter, spécialiste des tueurs en série. L'inspecteur Huang Huo-tu, relégué à un poste subalterne pour avoir tenté de dénoncer la corruption dans la police et dont la fille a sombré dans le mutisme depuis une prise d'otages, est chargé de faire équipe avec Richter. Ching-fang, la femme de Huang Huo-tu, veut demander le divorce car son mari ne communique presque plus avec elle. 
Après des débuts difficiles, les deux hommes en viennent à s'apprécier. Huang Huo-tu persuade le rationnel Richter d'envisager qu'une force surnaturelle est peut-être à l'œuvre. Un expert en taoïsme de l'Academia sinica les informe qu'une croyance de cette religion veut que l'on doit survivre à cinq enfers (feu, froid, entrailles arrachées, langue arrachée et cœur arraché) pour devenir un immortel et que celui qui y est destiné est né avec une double pupille. L'enquête scientifique révèle par ailleurs que les trois meurtres ont comme dénominateur commun des traces d'un champignon noir qu'on a retrouvé dans les cerveaux des victimes et qui provoquerait des hallucinations. Un quatrième meurtre a lieu, un homme s'étant fait arracher le cœur. La technologie employée pour répandre le champignon conduit les enquêteurs à une compagnie d'électronique dont les deux patrons dirigent aussi un culte local. La police vient perquisitionner dans leur temple mais la confrontation avec les membres de la secte tourne au massacre, avec de nombreux morts des deux côtés. Richter et Huang Huo-tu découvrent par la suite une jeune fille survivante enfermée dans une cache.
L'affaire semble close et Richter surprend Huang Huo-tu en arrangeant un dîner chez lui avec Ching-fang et à son insu. Après une soirée bien arrosée, Richter s'endort sur place. À son réveil, Huang Huo-tu découvre que Richter est mort, la langue arrachée. Richter et lui ont été exposés au champignon hallucinogène par l'intermédiaire de la jeune fille. Alors qu'il commence à être victime d'hallucinations, il retourne au temple et y retrouve la fille, qui s'avère être le véritable chef de la secte. Née avec une double pupille, elle souhaite que Huang la tue pour devenir immortelle. Huang tire une balle dans la tête de la fille et est ensuite submergé par les hallucinations, ce qui lui cause un arrêt cardiaque. Sa fille reparle pour la première fois en voyant son père inanimé et le son de sa voix le fait revenir à la vie.

## Fiche technique
- Titre : Double Vision
- Titre original : 雙瞳 (Shuang tong)
- Réalisation : Chen Kuo-fu
- Scénario : Chen Kuo-fu, Chao-Bin Su
- Musique : Sin-Yun Lee
- Photographie : Arthur Wong
- Montage : Chen Kuo-fu, Wei Te-Sheng
- Décors : Ringo Fung, Eddie Wong
- Costumes : Angelo Castilho, Timmy Yip
- Production : Chen Kuo-fu, Chih-Ming Huang
- Sociétés de production : Columbia Pictures, Nan Fing Film Productions
- Société de distribution : Columbia Pictures
- Pays d'origine :  Taïwan
- Langue : mandarin, anglais, minnan
- Formats : Couleur - 2,35:1 - son Dolby Digital - 35 mm
- Genre : Thriller, Horreur
- Durée : 112 minutes
- Dates de sortie : 
  - Festival de Cannes : 20 mai 2002
  -  Taïwan : 25 octobre 2002

## Distribution
- Tony Leung Ka-fai : Huang Huo-tu
- David Morse : Kevin Richter
- Rene Liu : Ching-fang
- Leon Dai : Li Feng-bo
- Yang Kuei-Mei : le coroner
- Sihung Lung : l'expert en taoïsme
- Wei-Han Huang : Mei-Mei

## Accueil

### Box-office
C'est le film taïwanais qui a connu le plus de succès au box-office de ce pays en 2002, rapportant environ 80 000 000 nouveaux dollars de Taïwan (environ 2 000 000 euros).

### Accueil critique
Parmi les critiques positives, André Quintaine, de Sueurs froides, évoque un « produit bien ficelé » avec des personnages « intéressants et suffisamment fouillés pour posséder une réelle consistance » et une « ambiance sombre et sérieuse ». Le film est parfois « un peu brouillon » mais « la fin qui va de rebondissements en rebondissements est plutôt réjouissante ». La critique pour de Cinemasie estime que « la confrontation entre les deux policiers est vraiment croustillante », les effets spéciaux sont « splendides », et la « beauté des images » et les « scènes chocs (le temple !) » s'entremêlent « pour scotcher le spectateur » malgré la « volonté trop persistante de l'auteur de brouiller les pistes ». Et pour le site Sancho Does Asia, c'est un film « original et dérangeant, à la fois fantastique et réaliste, et surtout parfaitement réalisé » avec en prime « des visuels souvent magnifiques et la superbe confrontation David Morse / Tony Leung Ka-Fai »
Du côté des critiques négatives, la critique contre de Cinemasie estime que le film « ressemble à un banal polar horrifique de Hong-Kong » avec une fin « qui confine au n’importe quoi, car la mise en scène ne suit plus du tout », le point positif étant « la belle prestation de David Morse ». Et pour Derek Elley, de Variety, c'est un film « soigné et efficace par moments » mais qui souffre d'un « scénario embrouillé » et d'un « manque d'alchimie à l'écran entre ses acteurs principaux ».

## Distinctions
Sauf mention contraire, cette liste provient d'informations de l'Internet Movie Database.

### Récompenses
- Meilleur second rôle féminin (Rene Liu) aux Hong Kong Film Awards 2003.

### Nominations
- Meilleur second rôle masculin (David Morse), meilleurs effets sonores et meilleurs effets visuels au Golden Horse Film Festival 2002.
- Meilleur acteur (Tony Leung Ka-fai), meilleur scénario, meilleure photographie, meilleur montage, meilleurs effets spéciaux et meilleurs décors aux Hong Kong Film Awards 2003.